# Xyphon reticulata
Xyphon reticulata är en insektsart som beskrevs av Victor Antoine Signoret 1854. Xyphon reticulata ingår i släktet Xyphon och familjen dvärgstritar. Inga underarter finns listade i Catalogue of Life.